# Amsterdam (1639)
De Amsterdam was een fregat van de Admiraliteit van Amsterdam met een bewapening 10 stukken. Het schip nam in 1639 onder Adriaen Banckert onder bevel van kapitein Barend Pieters Dooreveld, deel aan de zeeslag bij Duins.